# Миронов, Владимир Александрович (учёный)
Влади́мир Алекса́ндрович Миро́нов (род. 21 июля 1954, Вичуга, Вичугский район, Ивановская область) — ведущий российский учёный-биоинженер в области трехмерной биопечати, автор более двухсот публикаций по биопринтингу, созданию искусственных органов и тканей, кандидат медицинских наук (1980), профессор Государственного университета штата Вирджиния (США), доктор медицины и философии (MD-PhD). Индекс Хирша: 52.

## Биография
Родился в 1954 году в городе Вичуга. В возрасте 18 лет поступил в Ивановский государственный медицинский университет (академия) на лечебный факультет (специальность − лечебное дело), который с отличием окончил в 1977 году. В 1980 году в 2-м МОЛГМИ (сейчас - РНИМУ им. Н. И. Пирогова) защитил кандидатскую диссертацию по специальности Гистология/Эмбриология. В течение пяти лет (1980−1985 гг.) работал ассистентом кафедры Гистологии и эмбриологии ИвГМУ, в 1985−1990 гг. − старшим научным сотрудником НИИ материнства и детства г. Иванова, а в 1990−1991 гг. − старшим научным сотрудником НИИ морфологии человека Академии медицинских наук СССР.
После распада СССР Владимир уезжает в Германию для продолжения обучения в Рейнско-Вестфальском техническом университете (г. Аахен, 1991 г.) и в Институте психиатрии общества им. Макса Планка (г. Мюнхен, 1992 г.), а в 1993 г. получил приглашение в Медицинский университет Южной Каролины (MUSC), США, на должность постдокторанта.
В апреле 2003 г. под авторством В.А. Миронова выходит первая в мировой истории публикация о трёхмерной биопечати: Organ printing: computer-aided jet-based 3D tissue engineering. Mironov V, Boland T, Trusk T, Forgacs G, Markwald RR. Trends Biotechnol. 2003 Apr; 21(4):157-61, которая послужила отправной точкой в развитии исследования указанной сферы.
В настоящее время Владимир Александрович является научным руководителем лаборатории биотехнологических исследований 3D Bioprinting Solutions, доцентом Инженерно-физического института биомедицины НИЯУ МИФИ (Отделение биотехнологий офиса образовательных программ), занимается преподавательской и научно-исследовательской деятельностью, регулярно выступает на радио- и видеопередачах, даёт интервью.
Под его руководством в феврале 2016 года при поддержке инновационного центра "Сколково" на российском 3D-биопринтере FABION была напечатана щитовидная железа лабораторной мыши, которую животному успешно пересадили.

## Основные публикации
1. Torgersen J, Ovsianikov A, Mironov V, Pucher N, Qin X, Li Z, CichaK, Machacek T, Liska R, Jantsch V, Stampfl J. Photo-sensitive hydrogels for three-dimensional laser microfabrication in the presence of whole organisms. J Biomed Opt. 2012 Oct
2. Ovsianikov A, Mironov V, Stampfl J, Liska R. Engineering 3D cell-culture matrices: multiphoton processing technologies for biological & tissue engineering applications.Expert Rev Med Devices. 2012 Sep
3. Yang X, Mironov V, Wang Q. Modeling fusion of cellular aggregates in biofabrication using phase field theories. J Theor Biol. 2012 Jun
4. Mironov V, Kasyanov V, Markwald RR. Organ printing: from bioprinter to organ biofabrication line. Curr Opin Biotechnol. 2011 Oct
5. Mehesz AN, Brown J, Hajdu Z, Beaver W, da Silva JV, Visconti RP, Markwald RR, Mironov V. Scalable robotic biofabrication of tissue spheroids. Biofabrication. 2011 Jun
6. Hajdu Z, Mironov V, Mehesz AN, Norris RA, Markwald RR, Visconti RP. Tissue spheroid fusion-based in vitro screening assays for analysis of tissue maturation. J Tissue Eng Regen Med. 2010 Dec
7. Guillemot F, Mironov V, Nakamura M. Bioprinting is coming of age: Report from the International Conference on Bioprinting and Biofabrication in Bordeaux (3B'09).Biofabrication. 2010 Mar
8. Mironov V, Trusk T, Kasyanov V, Little S, Swaja R, Markwald R. Biofabrication: a 21st century manufacturing paradigm. Biofabrication. 2009 Jun
9. Mironov V, Kasyanov V. Emergence of clinical vascular tissue engineering. Lancet. 2009 Apr
10. Mironov V, Visconti RP, Kasyanov V, Forgacs G, Drake CJ, Markwald RR. Organ printing: tissue spheroids as building blocks. Biomaterials. 2009 Apr
11. Neagu A, Mironov V, Kosztin I, Barz B, Neagu M, Moreno-Rodriguez RA, Markwald RR, Forgacs G. Computational modeling of epithelial-mesenchymal transformations. Biosystems. 2010 Apr
12. Mironov V, Kasyanov V, Markwald RR Nanotechnology in vascular tissue engineering: from nanoscaffolding towards rapid vessel biofabrication.. Trends Biotechnol. 2008 Jun
13. Mironov V, Kasyanov V, Drake C, Markwald RR. Organ printing: promises and challenges. Regen Med. 2008 Jan
14. Gentile C, Fleming PA, Mironov V, Argraves KM, Argraves WS, Drake CJ. VEGF-mediated fusion in the generation of uniluminalvascular spheroids. Dev Dyn. 2008 Oct
15. Jakab K, Damon B, Marga F, Doaga O, Mironov V, Kosztin I, Markwald R, Forgacs G. Relating cell and tissue mechanics: implications and applications. Dev Dyn. 2008 Sep
16. Mironov V. Toward human organ printing: Charleston Bioprinting Symposium. ASAIO J. 2006 Nov-Dec
17. Mironov V, Drake C, Wen X. Research project: Charleston Bioengineered Kidney Project. Biotechnol J. 2006 Sep
18. Jakab K, Neagu A, Mironov V, Forgacs G. Organ printing: fiction or science. Biorheology. 2004
19. Mironov V, Boland T, Trusk T, Forgacs G, Markwald RR. Organ printing: computer-aided jet-based 3D tissue engineering. Trends Biotechnol. 2003 Apr
20. Mironov V, Markwald RR. Anatomy of tissue engineering. Anat Rec. 2001 Aug
21. Mironov V, Hesuani Y, Pereira F, Parfenov V, Koudan E, Mitryashkin A, Replyanski N, Kasyanov V, Knyazeva A, Bulanova E, Design and implementation of novel multifunctional 3D bioprinter. 3D Printing and Additive Manufacturing. 2015
22. Е.В. Кудан, Ф. Д.А.С. Перейра, В.A. Парфенов, В.А. Касьянов, Ю.Д. Хесуани, Е.А. Буланова, В.А. Миронов. Распластывание тканевых сфероидов, сформированных из первичных фибробластов человека, на поверхности микроволокнистого электроспиннингового полиуретанового матрикса (сканирующее электронно-микроскопическое исследование). Морфология, №6, 2015
23. Vladimir Mironov, Yusef D. Khesuani, Elena A. Bulanova, Elizaveta V. Koudan, Vladislav A. Parfenov, Anastasia D. Knyazeva, Alexander N. Mitryashkin, Nikita Replyanski, Vladimir A. Kasyanov, Frederico Pereira D.A.S. Patterning of tissue spheroids biofabricated from human fibroblasts on the surface of electrospun polyurethane matrix using 3D bioprinter. International Journal of Bioprinting, №1, 2016